# Irmgard Lukasser
Irmgard Lukasser-Ebster (* 3. Februar 1954 in Assling) ist eine ehemalige österreichische Skirennläuferin. Sie war in den 1970er Jahren aktiv und fuhr vor allem Abfahrten.

## Biografie
Nach mehreren Tiroler und österreichischen Jugendmeistertiteln im Abfahrt und im Riesenslalom kam Lukasser am 7. Dezember 1972 (nach den Abfahrtsrängen 21 in Badgastein und 17 in Grindelwald vom Vorjahr) zu ihrem dritten Einsatz im Skiweltcup; die Abfahrt in Val-d’Isère beendete sie mit Start-Nr. 28 auf dem dritten Platz. Im Jänner 1973 folgten in Pfronten zwei weitere Podestplätze. Mit mehreren Top-10-Platzierungen (auch im Riesenslalom, wobei zweimal Rang 5 am 6. Januar 1974 in Pfronten und drei Tage später in Les Gets die herausragendsten waren) qualifizierte sie sich für die Weltmeisterschaften 1974 in St. Moritz, wo sie im Riesenslalom am 3. Februar Vierzehnte und im Slalom am 8. Februar Dreizehnte wurde, aber in der Abfahrt am 7. Februar ausschied.
Nach zwei weiteren Podestplätzen im Jänner 1976 galt sie vor den Olympischen Winterspielen 1976 in Innsbruck als Mitfavoritin, erreichte in der Abfahrt aber lediglich den 12. Platz. 1977 konnte sie wegen einer Verletzung nur ein einziges Weltcuprennen bestreiten. Die Abfahrt der Weltmeisterschaften 1978 in Garmisch-Partenkirchen beendete sie als Neunte. Im Februar 1979 erklärte sie ihren Rücktritt vom Spitzensport.
Sie ist mit dem ehemaligen Fußballspieler Norbert Ebster verheiratet und hat drei Kinder.

## Erfolge

### Olympische Spiele
- Innsbruck 1976: 12. Abfahrt

### Weltmeisterschaften
- St. Moritz 1974: 13. Slalom, 14. Riesenslalom
- Innsbruck 1976: 12. Abfahrt
- Garmisch-Partenkirchen 1978: 9. Abfahrt

### Weltcup
- Saison 1972/73: 10. Gesamtweltcup, 5. Abfahrts-Weltcup
- Saison 1973/74: 11. Gesamtweltcup, 8. Abfahrts-Weltcup
- Saison 1975/76: 12. Gesamtweltcup, 4. Abfahrts-Weltcup
- Saison 1977/78: 16. Gesamtweltcup, 7. Abfahrts-Weltcup
- 5 Podestplätze und weitere 26 Top-Ten-Platzierungen